# Кліффдайвінг

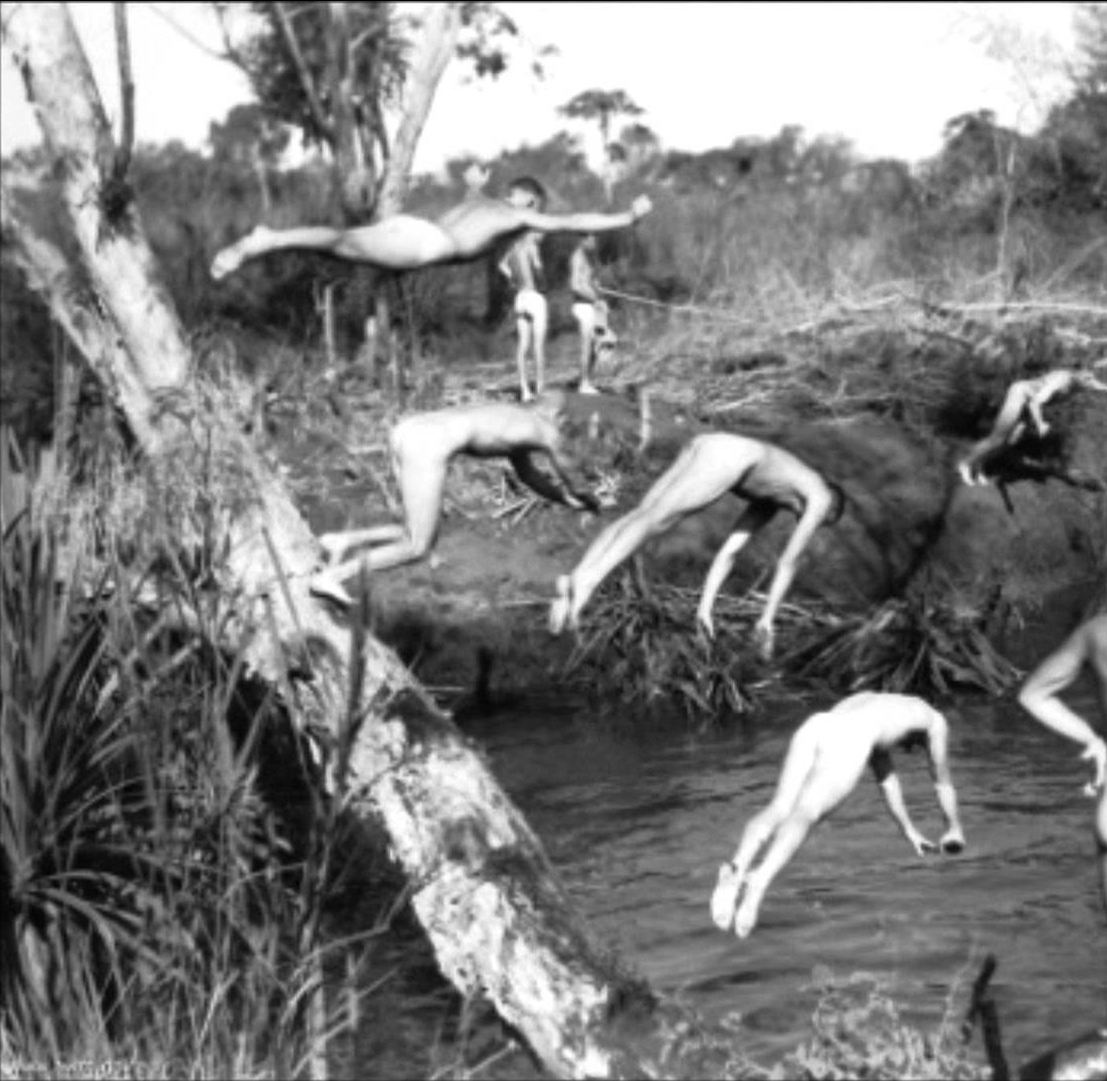
Стрибки у воду в природних умовах

Кліфф-дайвінг — це стрибки у водойму зі скель у природних умовах. Цей вид екстремального спорту придумали гавайські вожді для підтримки бойового духу своїх воїнів. Початок масовому дайвінгу, як виду розваги й спорту поклав Жак-Ів Кусто. Саме йому і його другові французькому інженерові Ганьяну ми зобов'язані створенням акваланга. А людей, що займаються дайвінгом, стали називати дайверами або аквалангістами. Втім, до винаходу акваланга, людство теж прагнуло досліджувати морські глибини. Першим був дайвінг із затримкою подиху, відомий також як фрі-дайвінг або скін-дайвінг. Ці форми дайвінгу дотепер використовуються як для спортивних, так і для комерційних цілей (до таких дайверів можна віднести пірнальників Японії й Кореї або ловців перлів). При скін-дайвінгу повітряні порожнини пірнальника протягом усього занурення стискаються зростаючим тиском води. Кожне таке занурення обмежується кількома факторами, серед яких найголовнішими є час затримки подиху й недостача кисню. Будь-яка людина може затримати подих приблизно на 1 хвилину. Але, за допомогою спеціальних тренувань можна довести цей час до п'яти й більше хвилин. На сьогоднішній день рекорд занурення вглиб перевищив 100 метрів, а рекорд по затримці подиху — більше ніж 8 хвилин. Різновидом фрі-дайвингу, є Ганьбі-дайвінг і Кліфф-дайвінг. У цьому спорті щорічно наважуються змагатися приблизно 15-20 сміливців в усьому світі.

## Історія
В 1770 році у селищі Кануола вождь племені мауї Кахекілі, який прославився своєю майстерністю в «леле кава» — стрибках у воду з високих скель, почав змушувати своїх солдатів стрибати разом з ним, щоб довести свою відданість і безстрашність. Мауї стрибали з виступу «солдатиком», ногами долілиць, намагаючись увійти у воду з мінімумом бризок. Поколінням пізніше, за Камехамехи I, гавайці перетворили «леле кава» у спортивне змагання. Судді стежили за бризками й стилем стрибка. Згодом традиція стрибків зі скель була надовго забута, і лише наприкінці XX століття інтерес до Ганьбі-дайвінгу почав відроджуватися в Європі. Спортсмени, що займаються класичними стрибками у воду, стали розважати публіку в різних парках і цирках. Вони підіймали вишки усе вище й вище, стрибки ставали все видовищнішими, і тоді стало зрозуміло, що змагання з Ганьбі-дайвінгу залучать масу глядачів. В результаті у 1996 році утворилася Всесвітня федерація Ганьбі-дайвінгу зі штаб-квартирою у Швейцарії. Отак через 200 років, у серпні 2000 року, Кліфф-дайвінг повернувся в Каунолу, на виступ Кахекілі.

## Сучасність
Сьогодні чітко розрізняють Кліф- і Ганьбі-дайвінг. У Ганьбі-дайвингу спортсмени стрибають зі спеціально побудованих конструкцій. Це може бути будівельне риштування в порту або вишка над басейном. Тоді як Кліф-дайвінг — це стрибки у водойму зі скель у природних умовах. Ці змагання проводяться в найекзотичніших куточках світу і з боку виглядають абсолютним божевіллям. Помилка на старті, несподіваний порив вітру, найменша затримка в польоті може відкинути спортсмена на тверді скелі або на мілину. Та все одно армія аматорів дайвінгу поповнюється з року в рік. Головним спонсором цих змагань є компанія Ред Булл, тому чемпіонат світу з Кліф-дайвінгу офіційно називається Ред Булл Кліф-дайвінг.

### Ред Булл Кліф-дайвінг 2011
Кваліфікаційний відбір відбувся у Астралії 16 січня 2011 року. Там було відібрано 13 найкращих атлетів. До трійки лідерів увійшли два українці.
| Результати кваліфікації | Результати кваліфікації | Результати кваліфікації |
| ----------------------- | ----------------------- | ----------------------- |
| Міхал Навратіл          | Чехія                   | 438,35                  |
| В'ячеслав Поліщук       | Україна                 | 406,40                  |
| Андрій Ігнатенко        | Україна                 | 395,55                  |

Далі в 7 етапах, що відбувались в різних країнах світу перша трійка виглядала так:
| Чилі, Рапа-Нуї, 12.03.11, (27 м) | Чилі, Рапа-Нуї, 12.03.11, (27 м) | Чилі, Рапа-Нуї, 12.03.11, (27 м) |
| -------------------------------- | -------------------------------- | -------------------------------- |
| Орландо Дуке                     | Колумбія                         | 471,90                           |
| Артем Сільченко                  | Росія                            | 428,80                           |
| Ґері Гант                        | Велика Британія                  | 399,65                           |

| Мексика, Юкатан, 10.04.11, (27,25 м) | Мексика, Юкатан, 10.04.11, (27,25 м) | Мексика, Юкатан, 10.04.11, (27,25 м) |
| ------------------------------------ | ------------------------------------ | ------------------------------------ |
| Орландо Дуке                         | Колумбія                             | 486,0                                |
| Ґері Гант                            | Велика Британія                      | 477,0                                |
| В'ячеслав Поліщук                    | Україна                              | 391,70                               |

| Греція, Афіни, 22.05.11, (27 м) | Греція, Афіни, 22.05.11, (27 м) | Греція, Афіни, 22.05.11, (27 м) |
| ------------------------------- | ------------------------------- | ------------------------------- |
| Ґері Гант                       | Велика Британія                 | 471,15                          |
| Артем Сільченко                 | Росія                           | 447,10                          |
| Міхал Навратіл                  | Чехія                           | 421,35                          |

| Франція,Ла-Рошель, 18.06.11, (27 м) | Франція,Ла-Рошель, 18.06.11, (27 м) | Франція,Ла-Рошель, 18.06.11, (27 м) |
| ----------------------------------- | ----------------------------------- | ----------------------------------- |
| Ґері Гант                           | Велика Британія                     | 401,15                              |
| Міхал Навратіл                      | Чехія                               | 333,45                              |
| Алан Коль                           | Люксембург                          | 292,20                              |

| Італія, Мальчезіне, 24.07.11, (27 м) | Італія, Мальчезіне, 24.07.11, (27 м) | Італія, Мальчезіне, 24.07.11, (27 м) |
| ------------------------------------ | ------------------------------------ | ------------------------------------ |
| Ґері Гант                            | Велика Британія                      | 459,90                               |
| Артем Сільченко                      | Росія                                | 449,95                               |
| Міхал Навратіл                       | Чехія                                | 413,35                               |

| США, Бостон, 20.08.11, (24,4 м) | США, Бостон, 20.08.11, (24,4 м) | США, Бостон, 20.08.11, (24,4 м) |
| ------------------------------- | ------------------------------- | ------------------------------- |
| Ґері Гант                       | Велика Британія                 | 463,20                          |
| Артем Сільченко                 | Росія                           | 430,95                          |
| Кент де Монд                    | США                             | 428,80                          |

| Україна, Ялта, 04.09.11, (26 м) | Україна, Ялта, 04.09.11, (26 м) | Україна, Ялта, 04.09.11, (26 м) |
| ------------------------------- | ------------------------------- | ------------------------------- |
| Артем Сільченко                 | Росія                           | 518,30                          |
| Ґері Гант                       | Велика Британія                 | 475,65                          |
| Міхал Навратіл                  | Чехія                           | 434,65                          |

Підсумок виглядав так:
| Призові місця   | Призові місця   | Призові місця |
| --------------- | --------------- | ------------- |
| Ґері Гант       | Велика Британія | 125           |
| Артем Сільченко | Росія           | 91            |
| Міхал Навратіл  | Чехія           | 77            |

В'ячеслав Поліщук програв чехові 12 балів і посів 4 місце, Олександр Куценко з 43 балами на 7 місці, Андрій Ігнатенко через травми, отримані в попередньому сезоні, не зміг виступити на жодному етапі (окрім кваліфікації)

## Українські кліффдайвери
Україна на цих змаганнях має найчисленніше представництво — 3 спортсмени.
| Інформація про українських спортсменів | Інформація про українських спортсменів | Інформація про українських спортсменів | Інформація про українських спортсменів | Інформація про українських спортсменів | Інформація про українських спортсменів |
| -------------------------------------- | -------------------------------------- | -------------------------------------- | -------------------------------------- | -------------------------------------- | --- |
| В'ячеслав Поліщук (Slava Polyeshchuk)  | 25.08.66                               | Равенна, Італія                        | 182 см                                 | 73 кг                                  | 2010 6-й Red Bull Cliff Diving, La Rochelle, France і Kragerø, Norway; 2009 8-й в загальному заліку Red Bull Cliff Diving World Series; 1996 Переможець Cliff Diving World Cup |
| Олександр Куценко (Sasha Kutsenko)     | 17.02.83                               | Маріуполь, Україна                     | 180 см                                 | 72 кг                                  | 2008 4-й на Cliff Diving World Cup |
| Геннадій Куценко (Gennadiy Kutsenko)   |                                        |                                        |                                        |                                        | |
| Андрій Ігнатенко (Andrey Ignatenko)    |                                        |                                        |                                        |                                        | |